# Haruka Abe
Haruka Abe (安部 春香 Abe Haruka, 8 de enero de 1988?)
es una actriz japonesa residente en Londres, Reino Unido.

## Biografía
Abe nació en Nerima (Tokio) el 8 de enero de 1988 y pasó su juventud dividida entre Estados Unidos, Reino Unido y Japón.

## Carrera
Entrenó en el Rose Bruford College, al sureste de Londres. Participó en la serie Ideal (BBC) como Miko, y como Martí en la serie de ciencia ficción Slingers, dirigida por Steve Barron.

## Filmografía

### Series
| Año       | Título                        | Rol               |
| --------- | ----------------------------- | ----------------- |
| 2007–2011 | Ideal                         | Miko              |
| 2008      | The Things I Haven't Told You | Sarah Kells       |
| 2009      | Casualty                      | Mika              |
| 2009      | Slingers (Pilot)              | Marti             |
| 2009      | Wire in the Blood             | camarera japonesa |
| 2012      | My Phone Genie                | Naoko             |
| 2014      | Doctors                       | Jenny             |
| 2014      | Edge of Heaven                | Tammy             |
| 2015      | Cuffs                         | Mikki             |
| 2015      | Cucumber                      | Anna              |
| 2015      | Cyberbully                    | Jennifer          |
| 2017      | Emerald City                  | Po                |
| 2017      | Zapped                        | secuaz            |

### Cine
| Año  | Título                   | Rol              |
| ---- | ------------------------ | ---------------- |
| 2011 | Stanley Pickle           | Bluebell         |
| 2012 | Scopia                   | Keiko            |
| 2012 | 47 Ronin                 | empleada de Mika |
| 2013 | About Time               | chica japonesa   |
| 2014 | The Knife That Killed Me | Serena           |
| 2015 | Random 11                | Mitsuko Unagi    |
| 2016 | Late Shift               | May-Ling         |
| 2017 | She's Just A Shadow      | Tanya            |
| 2021 | Cruella                  | Liberty          |
| 2021 | Snake Eyes               | Akiko            |

### Vídeos musicales
| Año  | Canción   | Cantante/Banda           |
| ---- | --------- | ------------------------ |
| 2013 | Rather Be | Clean Bandit Jess Glynne |